# Anza (Kalifornien)
Anza ist ein Census-designated place im südlichen Riverside County im US-Bundesstaat Kalifornien mit 3.075 Einwohnern (Stand: Volkszählung 2020). Benannt ist der Ort nach dem spanischen Entdecker Juan Bautista de Anza.

## Geografie
Anza liegt im Süden des Riverside Countys in Kalifornien an der California State Route 371. Die Ortschaft gehört zum Anza Valley, einem Tal der San Jacinto Mountains. Sie liegt 21 Kilometer südlich von Idyllwild-Pine Cove sowie schätzungsweise 55 Kilometer südwestlich von Palm Springs, 230 Kilometer südöstlich von Los Angeles und 120 Kilometer nordöstlich von San Diego. Umgeben ist Anza von drei Bergen: Cahuilla Mountain, Thomas Mountain und Beauty Mountain.
Mit 3014 Einwohnern (Stand der Volkszählung 2010) und einer Fläche von ungefähr 71,7 km², die sich fast vollständig aus Land zusammensetzt, beträgt die Bevölkerungsdichte 42,2 Einwohner pro Quadratkilometer. Das Ortszentrum liegt auf einer Höhe von 1244 Metern.
Anza wird zur High Desert gezählt, da die Temperaturschwankungen hier stärker als in den Küstenstädten Kaliforniens sind; so führt die hohe Lage beispielsweise an Sommerabenden oft zu Temperatureinbrüchen. Der historische Anza Trail, der der Route von Juan Bautista de Anzas Expedition von 1774 folgt, durchquert Anza von Südosten nach Nordwesten. Im Westen des Ortes beginnt der Anza-Borrego Desert State Park.

## Geschichte
Die ersten Bewohner der Region waren die einheimischen Cahuilla-Indianer. Sie bewohnten vermutlich schon vor mehr als zweitausend Jahren das Anza Valley und begegneten den ersten Europäern im Jahr 1774, als eine spanische Expedition auf der Suche nach einer Überlandroute von Sonora nach Monterey in Alta California das Tal durchquerte. Die Gruppe unter Führung von Juan Bautista de Anza betrat das Tal erstmals am 16. März 1774 und ein zweites Mal am 27. Dezember 1775. De Anza selbst nannte das Tal San Carlos, später wurde es als Cahuilla Valley bezeichnet, ehe es am 16. September 1926 seinen endgültigen Namen Anza Valley erhielt.
Bis ungefähr 1580 existierte mit dem Lake Cahuilla in der Nähe ein großer See, der jedoch verdunstete, was den Wüstencharakter des Anza Valleys verstärkte. Der Lake Cahuilla übertraf an Fläche den Saltonsee, welcher heute selbst Gebiete bedeckt, die früher Teil des Lake Cahuillas waren. Diese kulturellen und klimatischen Faktoren haben auch auf die ersten europäischen Siedler in der Gegend Einfluss ausgeübt. Während des 19. Jahrhunderts siedelten sich Farmer sowie einige Minenbetreiber und Honigproduzenten an. Im mittleren bis späten 19. Jahrhundert waren die Einwohnerzahlen nicht allzu hoch, der wirtschaftliche Wohlstand jedoch überdurchschnittlich. Ab den 1860er Jahren wurde Anza vorwiegend von Familien besiedelt, die hier gemäß dem Homestead Act eigene Ranchen bauen wollten.
Im Jahr 1926 eröffnete das örtliche Postamt.
In den 1970er Jahren wurden Grundstücke in Anza besonders mit der Nähe des ländlichen Ortes zu den großen Küstenstädten Südkaliforniens beworben. Obwohl die Gemeinde von Besuchern als freundlich und offen für Neuankömmlinge beschrieben wurde, versuchte man stets, die sozialen und ökologischen Probleme der zunehmenden Verstädterung zu vermeiden. Seit den 1980er Jahren bemühten sich die Bewohner mittels genauer Prüfungen aller Veränderungspläne, die die Gegend ähnlich wie anderswo in Kalifornien schädigen könnten, ihre Kultur zu erhalten.

## Kultur
In den 1990er Jahren galt Anza als eine wachsende Künstlersiedlung mit neuen Einwohnern, die teilweise aus Europa kamen. Beliebte Freizeitaktivitäten sind heute Wandern, verschiedene geschichtliche Angebote und Festivals, Motorcycling, Mineraliensammeln und Reiten auf dem historischen Anza Trail. Die Cahuilla-Indianer betreiben heute ein Spielcasino am Südwestrand der Gemeinde.
Jeden Sommer wird mit einer Parade der Independence Day begangen. Dieses als Anza Days bekannte Festival wird im ganzen Ort gefeiert und zieht zahlreiche Besucher an. Ein weiteres populäres Event ist das jährlich vom Lions Club ausgerichtete Hufeisenwerfen.

## Politik
Anza ist Teil des 28. Distrikts im Senat von Kalifornien, der momentan vom Demokraten Ted W. Lieu vertreten wird. In der California State Assembly ist der Ort dem 71. Distrikt zugeordnet und wird somit vom Republikaner Brian Jones vertreten. Auf Bundesebene gehört Anza Kaliforniens 36. Kongresswahlbezirk an, der einen Cook Partisan Voting Index von R+1 hat und vom Demokraten Raul Ruiz vertreten wird.